# Acquavella Galleries
Die Acquavella Galleries ist eine 1921 gegründete Kunsthandlung, die seit 1967 ihre Geschäftsräume in der Upper East Side von Manhattan in der East 79th Street Nr. 18 hat.

## Geschichte
Der Gründer der Galerie war Nicholas Acquavella, der 1919 aus Neapel kommend in die USA einwanderte und zwei Jahre danach an der Adresse 598 Madison Avenue einen Kunsthandel mit italienischen Gemälden begann. Die seit dieser Zeit in Familienbesitz befindliche Galerie wuchs durch den Verkauf von Gemälden der italienischen Renaissance und des Barock an amerikanische Privatsammler und Museen. 1956 erwarb die Galerie, ebenso wie Armand Hammer, einen Teil der Sammlung des Filmschauspielers Edward G. Robinson. Seit 1960, als der Sohn des Gründers, William Acquavella, Mitinhaber der Galerie wurde, wurden Gemälde europäischer Maler des 19. und 20. Jahrhunderts vermittelt. William konnte 1965 aus dem Nachlass von Pierre Bonnard 22 Gemälde erwerben, von denen er, bevor diese in der Galerie gezeigt wurden, bereits 17 an Sammler privat verkaufen konnte.
1960 schlossen sich die Acquavella Galleries mit dem Auktionshaus Sotheby’s in einer Tochtergesellschaft von Sotheby’s zur Firma Acquavella Modern Art zusammen. Dieser Zusammenschluss erwarb 1990 den gesamten Bestand der Pierre Matisse Gallery in Manhattan. William Acquavella konnte vermittels seines Fachwissens und dank seiner Beziehungen zu Sammlern und der Museumswelt die ungefähr 2300 Werke von Künstlern der Klassischen Moderne privat oder auf Auktionen veräußern.
Inzwischen sind Acquavellas Tochter und zwei Enkel in der Galerie tätig. Der britische Maler Lucian Freud wurde bis zu seinem Tod 2011 von Acquavella Galleries vertreten. Heute vertritt die Galerie Künstler wie James Rosenquist, Enoc Perez oder Damian Loeb.
Nach der Kunsthandlung ist der Meister der Acquavella-Stillleben benannt.

## Missgeschicke
- 2006 beschädigte der Kasinobesitzer Steve Wynn sein Picasso-Gemälde Le Rêve aus dem Jahre 1932 in dem Geschäftsräumen der Galerie, nachdem er es für US-$ 139 Millionen an den Hedgefondsmanager Steven A. Cohen verkauft hatte. Das Geschäft wurde nach diesem Schaden storniert.
- 2012 wurde ein weiterer Picasso (Femme Assise dans un fauteuil), der bei der Galerie verwahrt wurde, dort vor einer Versteigerung bei Sotheby’s beschädigt.

## Ausstellungen
- 2015: Jacob El Hanani: Drawings.